# Список самых высоких зданий Донецка
В список самых высоких зданий Донецка включены здания высотой более 100 метров (высота здания рассчитывается от основания дома до самых высоких архитектурных или неотъемлемых структурных элементов здания (кроме мелких антенн)).
Под зданиями здесь понимаются постройки, разделённые с регулярными интервалами на уровни и предназначенные для жилья или пребывания людей (водонапорные башни, мачты, трубы и прочие технические постройки в эту категорию не попадают, так как являются сооружениями). Если в названии здания имеется слово «башня», то оно используется в переносном смысле.
| № | Название строения                           | Фото | Высота | Этажность | Годы постройки | Адрес, координаты               |
| - | ------------------------------------------- | ---- | ------ | --------- | -------------- | ------------------------------- |
| 1 | Жилой комплекс «Королевская башня» (Донецк) |      | 112    | 29        | 2006—2008      | 47°59′46″ с. ш. 37°49′03″ в. д. |
| 2 | Бизнес-центр «Северный» (Донецк)            |      | 110    | 25        | 2009—2012      | 48°02′19″ с. ш. 37°46′53″ в. д. |
| 3 | Жилой комплекс «Панорамный-2» (Донецк)      |      | 108    | 26        | 2008—2011      |                                 |
| 4 | Офисный центр «Конгресс-холл» (Донецк)      |      | 106    | 27        | 2006—2011      |                                 |
| 5 | Жилой комплекс «Панорамный-1» (Донецк)      |      | 104    | 25        | 2008—2011      |                                 |
| 6 | Проспект Ильича, 19з (Донецк)               |      | 103,4  | 25        | 2007—2008      |                                 |